# Campionati mondiali di sollevamento pesi 2024 - 73 kg maschile
Le gare di sollevamento pesi della categoria fino a 73 kg maschile — pesi leggeri — dei campionati mondiali del 2024 si sono svolte il 9 dicembre 2024 a Manama presso il Weightlifting Marquee Venue.

## Programma
L'orario indicato corrisponde a quello bahreinita (UTC+03:00)
| Data            | Orario | Evento   |
| --------------- | ------ | -------- |
| 9 dicembre 2024 | 08:00  | Gruppo C |
| 9 dicembre 2024 | 12:30  | Gruppo B |
| 9 dicembre 2024 | 20:00  | Gruppo A |

## Medagliati
Per ciascun esercizio, i primi tre classificati sono i seguenti:
| Esercizio | Oro            | Oro    | Argento          | Argento | Bronzo           | Bronzo |
| --------- | -------------- | ------ | ---------------- | ------- | ---------------- | ------ |
| Strappo   | Edwin Lagarejo | 155 kg | Bunýad Raşidow   | 154 kg  | Roberto Gutu     | 154 kg |
| Slancio   | Ri Ryong-hyon  | 197 kg | Lee Sang-yeon    | 197 kg  | Rizki Juniansyah | 190 kg |
| Totale    | Ri Ryong-hyon  | 349 kg | Rizki Juniansyah | 340 kg  | Zhong Zhiguang   | 336 kg |

## Record
Prima di questa competizione, i record mondiali esistenti erano i seguenti:
| Record mondiale | Strappo | Shi Zhiyong           | 169 kg | Tashkent, Uzbekistan | 20 aprile 2021  |
| Record mondiale | Slancio | Rahmat Erwin Abdullah | 204 kg | Tashkent, Uzbekistan | 6 febbraio 2024 |
| Record mondiale | Totale  | Rizki Juniansyah      | 365 kg | Phuket, Thailandia   | 4 aprile 2024   |

## Risultati
| Pos. | Atleta                      | Gr. | Peso atleta | Strappo (kg) | Strappo (kg) | Strappo (kg) | Strappo (kg) | Slancio (kg) | Slancio (kg) | Slancio (kg) | Slancio (kg) | Totale |
| Pos. | Atleta                      | Gr. | Peso atleta | 1            | 2            | 3            | Pos.         | 1            | 2            | 3            | Pos.         | Totale |
| ---- | --------------------------- | --- | ----------- | ------------ | ------------ | ------------ | ------------ | ------------ | ------------ | ------------ | ------------ | ------ |
|      | Ri Ryong-hyon (PRK)         | A   | 73.00       | 147          | 152          | 155          | 5            | 191          | 197          | 205          |              | 349    |
|      | Rizki Juniansyah (INA)      | B   | 73.00       | 146          | 150          | 160          | 8            | 180          | 190          | 200          |              | 340    |
|      | Zhong Zhiguang (CHN)        | A   | 72.76       | 140          | 145          | 150          | 10           | 186          | 192          | 192          | 5            | 336    |
| 4    | Edwin Lagarejo (COL)        | B   | 73.00       | 148          | 152          | 155          |              | 175          | 180          | 187          | 8            | 335    |
| 5    | Karem Ben Hnia (TUN)        | A   | 72.82       | 145          | 149          | 151          | 11           | 182          | 184          | 188          | 7            | 333    |
| 6    | Caden Cahoy (USA)           | B   | 73.00       | 141          | 145          | 148          | 16           | 180          | 187          | 187          | 4            | 332    |
| 7    | Roberto Gutu (GER)          | A   | 73.00       | 147          | 151          | 154          |              | 173          | 177          | 182          | 10           | 331    |
| 8    | Gor Sahakyan (ARM)          | A   | 73.00       | 146          | 146          | 151          | 15           | 185          | 191          | 191          | 6            | 331    |
| 9    | Lee Sang-yeon (KOR)         | A   | 73.00       | 140          | 140          | 140          | 18           | 185          | 191          | 195          |              | 331    |
| 10   | Isa Rustamov (AZE)          | B   | 72.72       | 142          | 147          | 150          | 9            | 178          | 184          | 186          | 9            | 328    |
| 11   | Bektimur Reýimow (TKM)      | A   | 73.00       | 151          | 151          | 155          | 6            | 175          | 175          | 182          | 13           | 326    |
| 12   | Luis Javier Mosquera (COL)  | B   | 73.00       | 150          | 154          | 154          | 7            | 174          | 174          | 174          | 14           | 324    |
| 13   | Jorge Cárdenas (MEX)        | B   | 73.00       | 145          | 148          | 148          | 12           | 175          | 178          | 178          | 11           | 323    |
| 14   | Tiberiu Donose (ROU)        | B   | 72.52       | 145          | 145          | 146          | 14           | 165          | 175          | 182          | 12           | 321    |
| 15   | Bunýad Raşidow (TKM)        | A   | 71.40       | 153          | 154          | 156          |              | 167          | 173          | 173          | 16           | 321    |
| 16   | Jair Reyes (ECU)            | B   | 72.78       | 140          | 144          | 147          | 13           | 173          | 173          | 173          | 15           | 320    |
| 17   | Erry Hidayat Muhammad (MAS) | C   | 73.00       | 135          | 135          | 141          | 19           | 165          | 166          | 174          | 17           | 301    |
| 18   | Dian Pampordzhiev (BUL)     | C   | 72.62       | 123          | 127          | 127          | 23           | 161          | 165          | 166          | 18           | 293    |
| 19   | Vicente Montoya (MEX)       | C   | 72.66       | 125          | 130          | 133          | 20           | 156          | 161          | 165          | 19           | 291    |
| 20   | Sergio Cares (CHI)          | C   | 73.00       | 125          | 125          | 130          | 22           | 155          | 160          | 165          | 20           | 290    |
| 21   | Kilian Gallart (ESP)        | C   | 72.86       | 130          | 130          | 135          | 21           | 155          | 156          | 156          | 21           | 286    |
| 22   | Ahmed Nesaif (BHR)          | C   | 72.06       | 115          | 120          | 120          | 24           | 140          | 148          | 148          | 22           | 268    |
| 23   | Mohammed Abdulredha (KUW)   | C   | 70.12       | 85           | 85           | 92           | 26           | 100          | 110          | 120          | 23           | 205    |
| —    | Briken Calja (ALB)          | A   | 73.00       | 152          | 152          | 153          | 4            | 183          | 183          | 183          | —            | —      |
| —    | Bak Joo-hyo (KOR)           | A   | 73.00       | 143          | 146          | 146          | 17           | 183          | 183          | —            | —            | —      |
| —    | Emmanuel Boateng (GHA)      | C   | 69.96       | 115          | 118          | 118          | 25           | 147          | 147          | —            | —            | —      |